# Famille Bigot (Normandie)
Pour les articles homonymes, voir Bigot.
La famille Bigot est une famille française originaire de Normandie, qui s'est illustré dans la magistrature rouennaise.

## Origines
La famille semble avoir pour auteur Emery Bigot, vicomte de Verneuil à la fin du XIVe siècle. Son fils Guillaume vient s'établir à Rouen où il est avocat du bailliage en 1451. Il semble avoir acheté une charge de secrétaire du roi en 1459.

## Famille
- Laurent Bigot († 1570), seigneur de Tibermenil, avocat général au Parlement pendant la guerre de religion de 1562, fils d'Antoine Bigot, lieutenant général du bailli de Rouen. Catholique zélé, il a eu une grande part à la « penderie » de protestants qui a eu lieu cette année-là à Rouen.
- Jean [II] Bigot (1588-1645), fils de Jean (I) (1555-1625), lieutenant général du bailli de Rouen. Il épouse en 1613 Barbe Groulart, (1598-1650), fille de Claude Groulart († 1607), premier président du Parlement de Rouen (1585-1607). Il achète en 1621 la terre de Sommesnil à Henri Groulart, son beau-frère. Il fait abattre le château. Du gigantesque projet de reconstruction, seuls ont été réalisés les communs. En avril 1623, Louis XIII érige Sommesnil en plein fief de haubert sous la dépendance de la baronnie de Cleuville. Il devient doyen de la Cour des Aides de Normandie. Dans son hôtel de la rue du Moulinet, il constitue une bibliothèque, dite Bibliotheca Bigotiana, composée de 40 000 livres. Il a été enterré sous une dalle noire dans l'église de Sommesnil.
- Émery Bigot (1626-1689), érudit et bibliophile, président du Parlement de Rouen, fils du précédent.
- Nicolas Alexandre Bigot (1712-1782), seigneur de Sommesnil, Cleuville et Freulleville, échevin puis maire de Rouen (1779-1782), fils de Nicolas Alexandre Bigot (1677-1749). Il épouse Charlotte Prosper du Bosc (1726-1772), fille de Leonor (II) du Bosc, baron de Radepont et maire de Rouen (1716-1719).
- Françoise Louise Bigot, épouse Charles Gabriel Deshommets. Ils ont eu un fils, Adrien Charles Deshommets (1783-1847), marquis de Martainville, maire de Rouen (1821-1830) et député (1824-1827).

## Branches et propriétés
La famille était constituée de plusieurs branches :
- seigneurs de Graveron et de la Turgère ;
- barons de Monville ;
- seigneurs de Sommesnil.

Ces branches de la famille possédaient divers hôtels particuliers à Rouen : rue de l'Écureuil, 15 rue Beauvoisine et rue du Moulinet.

## Armes
Le blason de cette famille est d'argent, au chevron de sable accompagné de trois roses de gueules. 
La brisure pour les seigneurs de Sommesnil chargeait le sommet du chevron d'un croissant d'argent.